# Макаренко Анатолій Вікторович
Анато́лій Ві́кторович Мака́ренко (народився 23 жовтня 1964 в селі Тарасівка, Пологівського району, Запорізької області) — український державний службовець. Десятий Голова Державної митної служби України (з 28.01.2009 по 22.03.2010). Заступник Голови Державної фіскальної служби України до 23.03.2015 року

## Освіта
У 1982-ому році з золотою медаллю закінчив Басанську середню школу Пологівського району Запорізької області.
У 1986 році закінчив Київське вище військово-морське політичне училище.
Також закінчив Київський національний університет ім. Тараса Шевченко, спеціальність юрист,  Харківську національну академію міського господарства, спеціальність — економіст.
Кандидат юридичних наук.

## Державна служба
З 1982 по 1998 рік служив у Збройних силах. 
У січні 1999 року прийнятий на службу до Державної митної служби України на посаду інспектора.
Проходив службу на посадах заступника начальника відділу по боротьбі з контрабандою Київської регіональної митниці, начальника відділу тарифів і митної вартості Київської регіональної митниці.
З 12.2002 р. — заступник Начальника Київської регіональної митниці ДМСУ.
З 03.2004 р. — начальник Управління інформаційного забезпечення та митної статистики ДМСУ.
З 10.2005 р. — начальник Київської регіональної митниці ДМСУ.
З 28.01.2009 по 22.03.2010 рр. — 10-й голова Державної митної служби України.
З 06.06.2014 р. по 23.03.2015 р.— заступник голови Державної фіскальної служби України.
Кандидат у народні депутати від партії «Сила і честь» на парламентських виборах 2019 року, № 10 у списку.
Голова Наглядової ради Університету митної справи та фінансів (м.Дніпро).
Голова Митного комітету Федерації роботодавців України.

## Переслідування за режиму Януковича
23 червня 2010 року Служба безпеки України викликала Анатолія Макаренка як свідка за кримінальною справою про незаконне розмитнення природного газу, який належав компанії РосУкрЕнерго. Після допиту процесуальний статус Макаренка замінений на підозрюваного. Його затримано. 25 червня Печерський районний суд Києва виніс постанову про арешт Макаренка терміном на два місяці.
Фактично Макаренка арештували за виконання ним умов російсько-українського договору від 19 січня 2009 року. В ньому передбачалося «подолання газової кризи січня-2009 і усунення посередника — швейцарської компанії РосУкрЕнерго».
Арешт Макаренка здійснено СБУ, яку на той момент очолював колишній керівник Макаренка по митниці — Валерій Хорошковський. Гострота проблеми полягала в тому, що В. Хорошковський був бізнес-партнером Д. Фірташа (головний приватний співвласник швейцарської фірми РосУкрЕнерго).
30 вересня 2010 року справу Макаренка (за звинуваченням у «службовій недбалості») було закрито «через відсутність доказової бази», але СБУ відкрила справу про зловживання службовим становищем (стаття 364 Карного кодексу України). 12 жовтня 2010 (через 12 днів після відкриття карної справи) СБУ заявила про закінчення слідства і передала матеріали справи на ознайомлення адвокатам Макаренка (загалом 46 томів).
19 липня 2012 року Макаренка А. В. було засуджено до 4 років позбавлення волі умовно.
3 березня 2014 року згідно з рішенням Печерського районного суду Києва Макаренка Анатолія Вікторовича звільнено від кримінальної відповідальності і визнано несудимим.
Справу Анатолія Макаренко за його позовом розглянуто Європейським судом з прав людини. Рішення прийнято на користь позивача.

## Відзнаки
- У 2007 році Президентом України Віктором Ющенком надано почесне звання «Заслужений економіст України».[8]

Почесний митник України.